# Alice Recoque
Pour les articles homonymes, voir Recoque.
Alice Recoque, née le 29 août 1929 à Cherchell (Algérie) et morte le 28 janvier 2021 à Ballainvilliers (Essonne, France), est une informaticienne française.
Elle s'est notamment illustrée dans le domaine de l'architecture des ordinateurs. En 1959, elle participe au développement du mini-ordinateur CAB500, puis devient cheffe de projet pour la conception et l'industrialisation du mini-ordinateur Mitra 15, principale réussite du Plan calcul au début des années 1970, avant de passer à des recherches sur les architectures parallèles et l'intelligence artificielle. Plus tard, en 1978, elle participe à la création de la CNIL. Autrice de prospectives visionnaires concernant les postes de travail informatiques et le développement de l'intelligence artificielle, son rôle est toutefois longtemps minimisé ou effacé.

## Biographie

### Enfance et études
Alice Maria Arnaud naît le 29 août 1929 à Cherchell en Algérie,. La branche maternelle de sa famille y a immigré en 1842, en raison des promesses d'installation possible, et est rapidement sortie de la pauvreté jusqu'à ce que les mères de la lignée ne deviennent veuves chacune à leur tour. La mère d'Alice, Germaine, devenue orpheline de père, abandonne la préparation de l'école normale pour devenir institutrice. Elle épouse Georges Arnaud, un distillateur et courtier en vins. Ensemble ils ont deux enfants, le premier étant Jacques, né en 1927. En 1940, avec l'arrivée de la Guerre, la mère d'Alice paye sa franchise à l'encontre du maire de la ville qu'elle accuse d'être trop proche du régime de Vichy. Elle est rétrogradée de son poste de directrice d'école, et mutée à Alger, tandis que son père reste sur place pour ses affaires. Alice Arnaud a alors la possibilité de préparer la voie d'entrée en 6e par concours, et réussit à avoir une place dans un lycée éloigné. En 1942,son frère meurt d'une méningite foudroyante, maladie dont elle gardera la crainte toute sa vie. 
Plus tard, au lycée, elle se découvre une passion pour les mathématiques grâce à une professeure qu'elle remerciera pour son influence le jour de ses 100 ans. Elle prépare le baccalauréat, sans égards pour la maladie qui lui fait perdre une année, ou pour les pressions sociales qui s'alarment que les femmes puissent préférer être bachelières que « jeunes filles ». En 1947, une fois obtenu son second baccalauréat, elle est poussée par sa tante et son oncle maternel habitant à Paris à choisir la rare bonne école d'ingénieurs ouverte aux filles, l'ESPCI, et avec l'accord de ses parents restés en Algérie, intègre le lycée Chaptal pour une classe préparatoire.
Elle effectue ses études dans la 69e promotion de l'ESPCI et obtient le diplôme d'ingénieure en 1954. La même année, en juillet, elle épouse Robert Recoque, un camarade de sa promotion.

### Carrière dans l'industrie informatique

#### Société d'électronique et d'automatisme
En 1954, elle entre à la Société d'électronique et d'automatisme (SEA), entreprise fondée six ans plus tôt par  François-Henri Raymond, qui construit les premiers ordinateurs français.
Elle y participe à différents projets. Grâce à ses connaissances acquises sur les cycles d'hystérésis rectangulaires, elle est tout d'abord affectée à la réalisation de mémoires à tores de ferrite pour le CAB1011, ordinateur installé l'année suivante au service dit « du chiffre » du SDECE. Elle participe ensuite au développement du mini-ordinateur CAB500 (1959), premier ordinateur de bureau conversationnel, en collaboration avec Françoise Becquet, avec qui elle travaille sur l'intégration du symmag, un composant de calcul basé lui aussi sur les tores magnétiques, breveté par la société.
Elle travaille ensuite sur le calculateur industriel CINA et codirige le projet CAB 1500, lié aux machines à pile intégrant un ou plusieurs compilateurs Algol (étendu ou non).

#### Compagnie internationale pour l'informatique
Après l'absorption de la SEA par la Compagnie internationale pour l'informatique (CII), créée dans le cadre du plan Calcul fin 1966, elle est écartée des responsabilités techniques par la direction, car le projet CAB 1500 qu'elle pilotait est supprimé, au cours d'une fusion où le calcul scientifique et le process control, « plutôt l’apanage de la SEA », deviennent parents pauvres d'une « politique de produits » plus orientés « gestion ». Elle passe alors « quelques années » dans les laboratoires de recherches de la CII, dirigés par J.-Y. Leclerc, en vue d'approfondir les fondamentaux concernant l'évolution à venir de l'architecture des ordinateurs, ce qui lui permet de "réfléchir" à une structure qui se démarquerait de la gamme Iris", en cours de réalisation", afin d'anticiper "un environnement temps réel". 
Elle y mène une réflexion poursuivant celle du projet CAB 1500 abandonné en 1966, vers "une petite machine conversationnelle, préfiguration de l’informatique personnelle" en mettant l’accent sur l’environnement périphérique (console de visualisation, machine à écrire électrique, etc). Séduite, la CII lui demande de la représenter dans un projet baptisé MIRIA, dirigé par Paul-François Gloess, nommé directeur de recherches à l'INRIA, avec qui elle avait travaillé dix ans à la SEA, et auprès duquel la CII la détache pendant quelques mois avant de lui confier le projet complet. Pierre Guichet, directeur-adjoint de la CII, y a vu un moyen de donner naissance à la gamme Mitra 15, dont le prédécesseur, le 10010, "très précurseur" n'avait pas eu l’essor commercial suffisant.
Les besoins de la CII dans le domaine des petits ordinateurs se précisant, elle confie à Alice Recoque ce projet "de la conception à l’industrialisation, en passant, par l’étude et le développement", avec des "diodes au germanium, le silicium n’ayant pas encore totalement convaincu", visant des applications industrielles et scientifiques, et complétant, via le nouveau logiciel Transiris, permettant de distribuer le calcul en réseau, la gamme de gros et moyens ordinateurs Iris 80, en partie dédiés aux applications de gestion. Ce projet (nom de code « Q0 ») donne rapidement naissance à la gamme Mitra et Alice Recoque est nommée « responsable recherche et développement » de la division « Petits ordinateurs et systèmes associés » de la CII,.

#### Absorption de la CII par Honeywell-Bull
À la suite de l'absorption de la CII par Honeywell-Bull, Alice Recoque, qui mène des recherches sur les architectures massivement parallèles (notamment les multi-microprocesseurs), devient responsable des relations avec la recherche et l'enseignement supérieur. À ce titre, outre les aspects fonctionnels de ces relations, elle participe à des jurys ou à des directions de thèses.

#### Centre national de la recherche scientifique et CNIL
En 1982, elle est nommée membre de la commission d'informatique du Comité national de la recherche scientifique (qui définit la politique du CNRS dans ce secteur).
Elle est choisie pour rédiger le chapitre sur l'architecture des ordinateurs dans la publication de référence Techniques de l'ingénieur.
Participant dès 1978 à la réunion qui fonde la CNIL, elle exprime ses inquiétudes et la nécessité de mettre en place un garde-fou contre « le pouvoir de surveillance accru des entreprises et des États ».

#### Projet intelligence artificielle
En janvier 1985, le groupe Bull la nomme directrice de la mission « Intelligence artificielle » (IA), découverte lors d'un voyage au Japon. Elle en étend la notion, jusque-là cantonnée à certains aspects de la programmation informatique, à l'ensemble des méthodes et techniques visant à étudier le comportement de l'homme pour le comprendre et le reproduire. Au cours de cette mission, menée en relation étroite avec des organismes de recherche publics tels que l'INRIA, Alice Recoque conduisant la stratégie qui mobilise plus de 200 personnes, définit la gamme de produits que Bull devra développer pour proposer à ses clients une offre cohérente en matière d'intelligence artificielle,. Y figurent, notamment, le développement d'une grammaire en Prolog II, destinée à comprendre les écrits formulés en langage naturel (en français), la conception du langage orienté objet KOOL (Knowledge representation Object-Oriented Language, développé en Lisp pour des machines SPS-7 de Bull (dérivées des SM-90 du CNET), destiné à la représentation du savoir et enfin, divers systèmes experts.

#### Autres responsabilités
De 1983 à 1986, elle est membre de la « section 08 » (Informatique, Automatique, Signaux et Systèmes) du Comité national du CNRS.
En 1989, elle est nommée membre associée du Conseil général des ponts et chaussées ; en 1993 cette nomination est renouvelée pour trois ans.
En 1990-1992 elle est membre — d'abord en tant que secrétaire scientifique, mais très vite à part entière — du comité d'évaluation du projet européen de traduction automatique Eurotra (en), puis de la commission d'étude qui en découle ; les deux commissions travaillant sous l'égide de la présidence d'André Danzin (pour la Commission européenne).

### Recherche et enseignement
Alice Recoque a créé et assuré, pendant de nombreuses années, l'enseignement de structure des ordinateurs à l'ISEP. Elle a également enseigné l'informatique dans d'autres écoles telles que l’École centrale, l'École supérieure d'électricité, l'ESIEE Paris et l'Institut catholique de Paris.

### Vie familiale
Alice Recoque donne naissance à sa première fille, Françoise, en 1957, dont elle partage l'éducation avec la présence active de son époux, Robert. Quelques semaines après la naissance de leur seconde fille, Claire, en 1960, son mari est hospitalisé pour problèmes cardiaques, et se voit attribuer un pronostic de vie de cinq ans. Ce pronostic ne se réalisant pas, ils conçoivent ensuite Pierre, né en 1968. En mars 1971, Robert Recoque meurt d'une crise cardiaque et elle assume alors seule l'éducation de leurs trois  enfants.

### Hommage et mort
Le 28 janvier 2021, Alice Recoque meurt à Ballainvilliers dans le département de l'Essonne,.

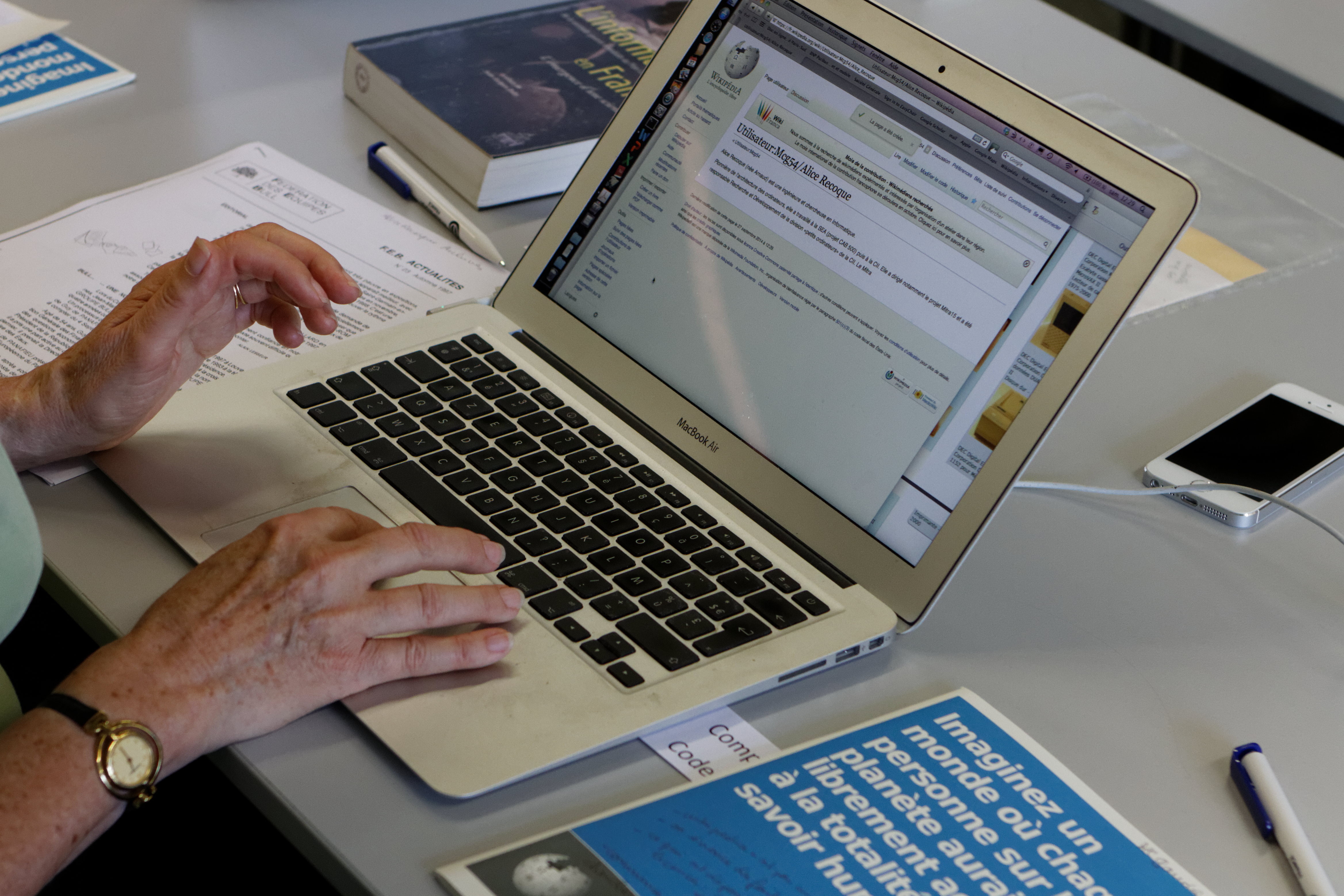
Création de la page Wikipédia d'Alice Recoque lors d'un atelier Femmes de science en 2014.

Pour Pierre-Éric Mounier-Kuhn, historien de l’informatique, les travaux d’Alice Recoque ont tardé à être reconnus parce qu’on parle peu des ingénieurs en France et qu’il s’agit d’une femme. Lui et la biographe Marion Carré, soulignent que, c'est sans doute en raison de cette misogynie ambiante que la présente page a failli être effacée de Wikipédia,, en l'absence (à cette époque) de sources médiatiques ou en ligne consacrées à sa vie ou son oeuvre, et au terme d'un débat conclu sur absence de consensus. Pour France Inter, dans ce débat, « Alice Recoque est jugée avec plus de sévérité en raison de son genre qui nourrit une suspicion la concernant » et la biographie (parue sous forme d'énigme policière) : « Qui a voulu effacer Alice Recoque ? » devrait lui permettre d'« obtenir la place qu’elle mérite pour la postérité ». Pour Le Nouvel Économiste, cet ouvrage est aussi une réponse à l'invisibilisation des femmes scientifiques.
En 2024, les pouvoirs publics décident de baptiser de son nom le nouveau supercalculateur européen destiné à être hébergé au CEA, et financé par les gouvernements français et néerlandais ainsi que par l'entreprise commune européenne EuroHPC.

## Brevets
Alice Recoque est l'autrice de nombreux brevets dès le début de sa vie professionnelle, seule ou en collaboration :
- Circuits à noyaux magnétiques saturables, brevet pris le 3 mai 1956[41].
- Circuits de transfert et manipulation d'informations binaires, brevet demandé le 31 décembre 1956[42].
- Circuits de commutation à noyaux magnétiques, brevet demandé le 5 février 1957[43].
- Magnetic core switching devices, Electronique & Automatisme, 14 juin 1966[44]
- Multiple peripheral coupled data processor system. Compagnie International pour L'Informatique, 23 octobre 1973[45].
- Hierarchised priority task chaining apparatus in information processing systems. Compagnie Internationale Pour L'Informatique, 20 novembre 1973[46].
- Bi-processor data handling system including automatic control of exchanges with external equipment and automatically activated maintenance operation, 15 mars 1977[47].
- Système de gestion cohérente d'une hiérarchie de mémoires, Cii October 7, 1977: FR2344093-A1.

## Publications
- A. Recoque et F. Becquet, CAB 500 : petite calculatrice arithmétique scientifique, Chiffres, tome 2, no 2, 1959.
- Microprogramming in a Small Computer, NATO Advanced Summer School on Microprogramming, St.Raphael, France, août 1971.
- (en) « Survey of Main Trends in Computer Hardware Architecture », dans Simon H. Lavington, Information Processing 80, Proceedings of IFIP Congress 80, Tokyo, Japan - October 6-9, 1980 and Melbourne, Australia - October 14-17, North-Holland/International Federation for Information Processing, 1980, p. 115-125
- A. Recoque, Structure interne des ordinateurs, Techniques de l'ingénieur. Informatique, 1984
- « Qu'est-ce que l'intelligence artificielle ? », in I.A. et bon sens, Paris, coll. F.R. Bull, 1991, p. 93
- Danzin A., S. Allén, H. Coltof, A. Recoque, H. Steusloff, and M. O'Leary, Eurotra Programme Assessment Report (Rapport Danzin), Commission of the European Communities, mars 1990.
- Towards a european language infrastructure Report by A. Danzin and the Strategic Planning Study Group for the Commission of the European Communities, 1992 (A. Recoque, membre du Groupe) [lire en ligne].
- « Miria a validé l’ordinateur personnel avant qu’IBM ne le découvre », Code source, no 3 « Année 1969 »,‎ 22 janvier 2007 (lire en ligne [PDF])  — Code source est l'hebdomadaire des 40 ans de l'INRIA, paru en 2007 (chaque numéro portant sur une année).
- Alice Recoque, « Microprogrammation et machines virtuelles », Journées d'étude sur les recherches en structures de machine et architecture des systèmes, rennes,‎ 13-14 novembre 1972
- Alice Recoque, « Architecture multiprocesseur », Journées d’études sur les structures dépendant d'un groupement de multiprocesseurs, Saint-Pierre de Chartreuse,‎ 22-23 novembre 1973
- Alice Recoque, « Le multiprocessing pourquoi et comment ? », Section française « Computer » de l'IEEE,‎ mars 1976
- Alice Recoque, « Mitra 15 an example of handling peripherical unit by specific multiprogramming », Special Review of Euro-Micro,‎ avril 1976
- Alice Recoque, « Architecture à processeurs composants », Congrès AFCET, Gif-sur-Yvette,‎ novembre 1976

## Distinctions
Alice Recoque est nommée au grade de chevalier dans l'ordre national du Mérite par décret du 12 décembre 1978 paru au Journal officiel du 17 décembre 1978, sur proposition du ministre de l'Industrie en qualité de « Délégué scientifique dans une société ». Par décret du 7 août 1985 paru au Journal officiel du 10 août 1985, elle est promue au grade d'officier sur proposition du ministre de la Recherche en qualité de « chargée de mission dans une société ».
Elle est membre d'honneur de la Société informatique de France.

## Une carrière représentative des freins professionnels des femmes
La biographe d'Alice Recoque analyse son parcours, et relève plusieurs éléments communs aux carrières professionnelles de plusieurs femmes.
Selon elle, bien souvent, le choix d'une filière d'études peu courante, ici des études scientifiques, à une époque où le sort attendu des femmes d'un niveau social privilégié était de se consacrer à leur mari, n'a été rendu possible que grâce à un travail personnel acharné, à une rencontre avec une professeure de mathématiques inspirante, et au soutien d'un proche qui, par ses encouragements et ses relations, lui a permis à la fois de ne pas s'autocensurer, d'envisager comme possible un tel futur et d'aplanir des difficultés administratives. Le choix d'entamer une carrière après ses études, contrairement à ses collègues de promotion, et malgré l'opposition de ses beaux-parents, tient probablement au caractère très affirmé de sa mère et à son exemple, ainsi qu'au soutien de son époux.
Par la suite, Alice Recoque a témoigné de l'absence de misogynie parmi ses responsables hiérarchiques, mais des difficultés des hommes sous ses ordres à accepter d'être dirigés par une femme, comme s'ils se sentaient « atteints dans leur chair ». Elle a aussi constaté que la carrière de ses collègues masculins qu'elle considérait comme moins compétents était nettement plus rapide que la sienne. Bien que son expertise soit unanimement reconnue, celle-ci n'entrainait pas les mêmes effets : les postes les plus prestigieux qui lui ont été proposés sur la seconde partie de sa carrière relevaient d'un rôle d'éminence grise dénuée de tout pouvoir hiérarchique, dotée d'un pouvoir occulte mais sans responsabilités explicites,,. S'ajoute  à ces traitements différenciés une forme d'effacement : Marion Carré cite en exemple un papier de sa part de 1982, visionnaire sur ce que devrait être l'informatique personnelle dans le futur, avec des postes de travail « capables de traiter le texte, l'image, la voix » ; pouvant « mémoriser l'ensemble des travaux en cours (agenda, documents en cours d'élaboration, messages, etc.) générer toute sorte de caractères et de graphismes, procurer avec la base d'archivage un interface intelligente ». Ce papier, qui décrit un ordinateur proche des ordinateurs actuels, est toutefois signé du nom de son PDG,  son nom à elle n'apparaissant pas.
Cette invisibilisation est telle que, très ironiquement, alors qu'elle avait aussi élaboré une prospective visionnaire en matière d'intelligence artificielle, ChatGPT est incapable de donner la moindre information sur elle en 2024, à partir d'une base de données mise à jour en 2022. Pour Marion Carré, Alice Recoque partage un sort commun avec de nombreuses autres femmes scientifiques pour lesquelles il est très fréquent qu'elles soient diminuées, ignorées, ou que leurs collègues masculins soient crédités des travaux à leur place, dans ce qui a été décrit comme l'effet Matilda.

## Pour approfondir

### Ressource radiophonique
- François Saltiel, « Entretien avec Marion Carré : Alice Recoque ou l’histoire méconnue d’une pionnière de l’informatique » [audio], émission Le Meilleur des mondes (59 min), France Culture, 8 mars 2024.